# 2018 új világörökségi helyszínei
Az UNESCO Világörökség Bizottsága a 2018. június 24.–július 4. között Manámában megtartott 42. ülésszakán 13 kulturális, 3 természeti és 3 vegyes (kulturális és természeti) helyszínt nyilvánított a világörökség részévé.
| | Aasivissuit és Nipisat - Inuit vadászterületek |
| Dánia |                                                |
| Kulturális (V) |                                                |
| Védett terület: 417 800 ha, hivatkozás: 1557 |                                                |
| Az északi sarkkörön belül, Grönland nyugati részén fekvő helyszín 4 200 évnyi emberi jelenlétről tanúskodik. Halász, vadász és gyűjtögető közösségek egy organikusan fejlődő, tengeri és szárazföldi állatok vadászatán alapuló kultúrtájat hoztak itt létre. Nagyméretű közösségi házakat építettek és csoportosan vadásztak például karibura. A régészeti feltárások során a különböző lelőhelyeken i. e. 2500-700, i. e. 800-i. sz. 1. század között keletkezett leleteket találtak, ezen kívül a 13. és a 18. századtól datálható emlékeket. A vadászterület több részből áll, épületekből, régészeti helyszínekből, különböző felszíni formák, folyók, fjordok együtteséből és ökoszisztémákból. Természeti erőforrások is tartoznak hozzá, például a halászó-vadászó közösségeket eltartó karibucsordák és egyéb állatfajok. Ezen kívül része az itt élők kulturális öröksége és felhalmozott ismeretanyaga a környezetről, az időjárásról, a hajózásról stb. A hideg klímának köszönhetően a régészeti leletek, műtárgyak jó állapotban maradtak meg, viszont a területet védeni kell a külső hatásoktól, például a jövőbeli bányászati projektektől. |                                                |

| | Makhonjwa-hegység |
| Dél-afrikai Köztársaság |                   |
| Természeti (VIII) |                   |
| Védett terület: 113 137 ha, puffer zóna: ha, hivatkozás: 1575 |                   |
| Az ország északkeleti részén Szváziföld határánál fekvő hegység megközelítőleg 120 kilométer hosszú és 30 kilométer széles, ebből a helyszínhez 113 137 hektár tartozik. Ezen belül négy rezervátumot jelöltek ki, valamint kisebb, legeltetésre és fatermesztésre alkalmas területeket. A hegység főleg arról nevezetes, hogy itt találhatók a legrégebbi ismert, az Archaikum földtörténeti korból származó legjobb állapotban megmaradt kőzetek, így a helyszínen lehetővé vált a kéregképződés folyamatának tanulmányozása. A gránitréteg és későbbi üledékes rétegek alatt fekvő kőzetet elkerülte a szubdukció valamint az erózió és körülbelül 340 millió évnyi földtörténeti korról nyújt információkat. Nyomon követhetők benne az akkori óceánok, a légkör kémiai jellemzői és a bioszféra kialakulásának folyamata. A helyszín jó állapotban van nem fenyegeti komolyabb emberi tevékenység, bányászat, nagyobb települések kialakulása vagy iparosítás. |                   |

| | Szansza, hegyvidéki buddhista kolostorok |
| Dél-Korea |                                          |
| Kulturális (III) |                                          |
| Védett terület: 55,43 ha, puffer zóna: 1 323,11 ha, hivatkozás: 1562 |                                          |
| A szanszák hegyvidéki buddhista kolostorok amelyek elszórtan fekszenek a Koreai-félsziget déli tartományaiban. A világörökségi helyszínhez tartozó hét kolostort a 7. és a 9. század között alapították, és felismerhetőek rajtuk tipikus koreai jellegzetességek; egy nyitott udvarból és az azt körülvevő négy épületből (Buddha csarnok, pavilon, oktatóterem és hálóterem) állnak. Az önellátó kolostorok oktatási és spirituális központok voltak. Az épületekben aszentélyek mellett nagyszámú figyelemre méltó műtárgy és dokumentum is megtalálható. Ezek a hegyi kolostorok túlélték a háborúkat, a Csoszon-dinasztia kori üldöztetéseket, a mai napig szent helynek számítanak a napi vallásosság és szertartások élő központjai. |                                          |

| | Chaîne des Puys |
| Franciaország |                 |
| Természeti (VIII) |                 |
| Védett terület: 24 223 ha, puffer zóna: 16 307 ha, hivatkozás: 1434 |                 |
| A Franciaország központi részén kialakult Limagne törésvonal a Nyugat-európai hasadék egy része. Az Alpok kialakulása után keletkezett körülbelül 35 millió évvel ezelőtt. A kéreglemezek feldarabolódása több ezer kilométer hosszú törésvonalakat is kialakíthatnak. A világörökségi helyszínez tartozó terület határait úgy jelölték ki, hogy a folyamat valamennyi eleme felismerhető legyen és egymáshoz viszonylag közel helyezkedjenek el. A 24 223 hektáros (és 16 307 hektár puffer zóna) helyszínez a leglátványosabb természeti elemek tartoznak, a hosszú Limagne törésvonal, a Chaîne des Puys vulkán és a kiemelkedő Montague de la Serre. Együtt jelképezik azt a folyamatot amelynek során a kontinentális tábla eltörik, a törés vonalában beroskad, ettől az alatta fekvő magma felemelkedik és ennek következtében a földfelszín is magasabbra emelkedik. Ez a folyamat a földtörténet egyik alapvető eleme. |                 |

| | Mumbai neogótikus és szecessziós épületei |
| India |                                           |
| Kulturális (II)(IV) |                                           |
| Védett terület: 66,34 ha, puffer zóna: 378,78 ha, hivatkozás: 1480 |                                           |
| Amikor a 19. század második felében Mumbai a világkereskedelem egyik központjává vált egy ambiciózus építkezési projektbe kezdtek ami két részletben, a 19. és 20. században valósult meg. A 19. századi épületeket viktoriánus, míg a 20. századiakat szecessziós stílusban építették fel. A viktoriánus korban jellemzően nagy középületeket emeltek úgynevezett indo-gótikus stílusjegyekkel, ahol a 19. századi neogótikus formákat indiai jellegzetességekkel ötvözték. Ezen kívül a helyi klímához alkalmazkodva balkonokat és verandákat alakítottak ki. A későbbi, szecessziós épületek közé tartoznak Mumbai ikonikus mozitermei, valamint számos lakóház amelyeken szintén felismerhetőek a helyi építészet stílusjegyei. A világörökséghez tartozó épületek gyakorlatilag teljesen megőrizték eredeti formájukat, díszítőelemeiket és funkciójukat. |                                           |

| | Fársz tartomány szászánida városai |
| Irán |                                    |
| Kulturális (II)(III)(V) |                                    |
| Védett terület: 639,3 ha, puffer zóna: 12 715 ha, hivatkozás: 1568 |                                    |
| A világörökségi helyszínhez nyolc régészeti lelőhely tartozik amelyek három csoportba rendeződve Fársz tartomány délkeleti részén találhatók. A három megerősített település Firuzábád, Bisápur és Szarvesztán. A térség i. sz. 224 és 658 között a Szászánida Birodalom fennhatósága alatt állt, a három erődített város palotái, épületei és városszerkezete erre a korra datálhatók. A Szászánida Birodalom megalapítója I. Ardasír Firuzábádot választotta birodalma fővárosának, a városkép és a település alaprajza főleg az ő és utóda I. Sápur idejében alakult ki. A városok építésekor maximálisan kihasználták a környezet adottságait, építészetükön felismerhetőek az akhaimenida és párthus birodalmi építészet hatásai, ezen kívül még római befolyás is, ami az iszlám építészetre is hatott. |                                    |

| | Nagaszaki régió kriptokeresztény helyszínei |
| Japán |                                             |
| Kulturális (III) |                                             |
| Védett terület: 5 566,55 ha, puffer zóna: 12 252,52 ha, hivatkozás: 1495 |                                             |
| A helyszín tizenkét részből áll a japán Kjúsú-sziget északnyugati részén Nagaszaki és Kumamoto prefektúrákban. A 17. és 19. század közé datálható tíz falu, egy várrom és egy katedrális tartozik hozzá. Egy olyan korban épültek, amikor a keresztény vallás gyakorlása tiltott volt a térségben, viszont tükrözik a gyors fejlődét is, miután 1873-ban feloldották a tilalmat. A keresztények kis közösségekben élték túl vallásuk tilalmát, apró településeket alapítottak a tengerparton és eldugott szigeteken ahova nehezebb időkben elvándoroltak. A települések jelenleg védelem alatt állnak és gondoskodtak róla, hogy a környező tájat is megőrizzék. Megmaradt eredeti funkciójuk is, nem váltak kiállítóhellyé, kivéve a várromot ami régészeti lelőhely. |                                             |

| | Pimachiowin Aki |
| Kanada |                 |
| Vegyes (III)(VI)(IX) |                 |
| Védett terület: 2 904 000 ha, puffer zóna: 3 592 000 ha, hivatkozás: 1415 |                 |
| Pimachiovin Aki a kanadai őslakosok földjének egy része. Filozófiájuk szerint meg kell becsülni a Teremtő ajándékait, tisztelni kell a földet és annak élőlényeit, és harmonikus kapcsolatot kell kialakítani más népekkel. A folyókkal, tavakkal és mocsarakkal tagolt erdős térség 2 904 000 hektáron terül el. A helyiek jelenleg négy kisméretű állandó települést tartanak fenn, emellett nagyon mobilak. Kihasználják a vízi utakat és az egymáshoz állandóan változó módon kapcsolódó helyek hálózatát, hogy szárazföldi állatokra vadásszanak, halásszanak illetve növényeket gyűjtsenek hagyományos módszereikkel. A területen szétszórva 7 000 évnyi emberi jelenlét maradványait azonosították, köztük lakó- és élelmiszer feldolgozó helyeket, útvonalakat, csapdák kihelyezésére szolgáló pontokat, stb. Az erdőtüzek, az állatok vándorlása, a ragadozó és prédaállatok kapcsolata garantálja a terület változatos ökoszisztémájának fenntartását. |                 |

| | Thimlich Ohinga régészeti helyszín |
| Kenya |                                    |
| Kulturális (III)(IV)(V) |                                    |
| Védett terület: 21 ha, puffer zóna: 33 ha, hivatkozás: 1450 |                                    |
| A Viktória-tó közelében található Thimlich Ohinga régészeti lelőhelye a 16. századtól a 20. század közepéig létező állattenyésztő közösségek egyik települése volt. A kőfallal megerősített településen az állattartáson kívül kézműves tevékenységeket is folytattak. Thimlich Ohinga az ilyen jellegű lakóközösségek legnagyobb és legjobb állapotban megmaradt példája. A masszív kőfallal körbevett terület legfontosabb funkciója az volt, hogy az itt élők biztonságban legyenek állataikkal együtt, emellett a közösség fontos összetartó ereje is volt. A települést védő falakat különböző méretű, kötőanyag nélkül egymásra helyezett kövekből rakták, magasságuk 1,5 és 4,5 méter között váltakozik, átlagos vastagságuk körülbelül 1 méter. A világörökségi helyszín a falakból, a vízgazdálkodási eszközökből, a belső és külső állatkarámokból, az ipari tevékenységek helyszíneiből és a házak maradványaiból áll. |                                    |

| | Fancsing-san |
| Kína |              |
| Természeti (X) |              |
| Védett terület: 40 275 ha, puffer zóna: 37 239 ha, hivatkozás: 1559 |              |
| Facsing-san, a Kína délnyugati részén Kujcsou tartományban elterülő hegyvidék legmagasabb csúcsa. Tengerszint feletti magassága 500 és 2750 méter között váltakozik, ami változatos vegetáció kialakulását tette lehetővé. Egy karsztvidék része, jellegzetességei a különböző formájú sziklaalakzatok amelyek számos növény és állatfajnak biztosítanak élőhelyet. Sok itt élő növény- és állatfaj a harmadidőszakban alakult ki, valamikor a 65 és 2 millió évvel ezelőtti korban. A helyszín elszigeteltsége nagyfokú biodiverzitáshoz vezetett nagyszámú endemikus és veszélyeztetett élőlénnyel. A terület arról is nevezetes, hogy itt található a szubtrópusi régió legnagyobb és legösszefüggőbb ősbükkös erdeje. |              |

| | Chiribiquete Nemzeti Természeti Park |
| Kolumbia |                                      |
| Vegyes (III)(IX)(X) |                                      |
| Védett terület: 2 782 354 ha, puffer zóna: 3 989 682,82 ha, hivatkozás: 1174 |                                      |
| A 2 782 353 hektáros (2013-as bővítése előtt csak 1 280 000 hektáros) nemzeti park Kolumbia délkeleti részén, a Guyanai-masszívum nyugati felén, az Amazonas síkságától északra, az Orinoquía régió füves pusztáitól délre fekszik a tenger szintje felett 200 és 1000 méter közötti magasságokban. Hivatalosan sem látogatható, bár megközelítése amúgy is rendkívül nehéz lenne. Közigazgatásilag Caquetá és Guaviare megyék Calamar, Solano, Cartagena del Chairá és San Vicente del Caguán községeihez tartozik. Különlegességei a környezetükből függőleges falakkal feltörő táblahegyek (tepuik). Az éghajlat meleg és nedves, az évi átlaghőmérséklet 24 °C. Területe részben az Apaporis folyó felső medencéjének részét képezi, valamint magába foglalja a Mesay, a Cuñaré, a San Jorge és az Amú folyók teljes vízgyűjtő területét. |                                      |

| | Tehuacán-Cuicatlán-völgy |
| Mexikó |                          |
| Vegyes (IV)(X) |                          |
| Védett terület: 145 255,2 ha, puffer zóna: 344 931,68 ha, hivatkozás: 1534 |                          |
| Mexikó középpontjától délre, nagyrészt a Vulkáni-kereszthegységben található, közigazgatásilag Puebla és Oaxaca államok 50 községéhez tartozik. A viszonylag száraz éghajlatú vidék jellegzetességei a hatalmas oszlopkaktuszerdők, emellett a terület mintegy 38%-át alacsony lombhullató erdők borítják. Kulturális jelentőségét az adja, hogy egyrészt mintegy 14 000 évre visszamenőleg kimutathatók itt az emberi élet nyomai, másrészt a ma itt élő nyolc indián népcsoport (navatlok, popolokák, kvikatékok, mixtékek, ixkatékok, maszatékok, csocsoltékok és csinantékok) köreiben megfigyelhető többek között a kukorica, a disznóparéj, a csilipaprika és az avokádó háziasítási folyamata, valamint azok az egyéb módszerek (öntözés, kaktuszfeldolgozás), amelyek segítségével ezek az emberek hosszú időn át képesek voltak és képesek együtt élni a természettel. |                          |

| | Hedeby és Danevirke |
| Németország |                     |
| Kulturális (III)(IV) |                     |
| Védett terület: 277,55 ha, puffer zóna: 2 670 ha, hivatkozás: 1553 |                     |
| Hedeby régészeti helyszínén egy kereskedelmi központ maradványait tárták fel, amely a 8. és a 11. század között élte fénykorát. Egyedi fekvésének köszönhetően (délre a Frank Birodalom, északra a Dán Királyság helyezkedett el), kereskedelmi elosztó központ volt a kontinentális Európa és Skandinávia, valamint a Északi- és Balti-tenger között. Több mint három évszázadon keresztül (gyakorlatilag az egész viking korban) Hedeby egyike volt a legnagyobb és legfontosabb kereskedővárosoknak Nyugat- és Észak-Európában. A 10. században a Danevirke erődítményrendszer részévé vált, ami a Jütland-félszigetet az Európa többi részétől elválasztó Schleswig földszoroson keresztül húzódott és a határvidéket valamint a kikötőt tartotta ellenőrzés alatt. Hedeby területén utak, épületek, temetők maradványait tárták fel, a kikötőben négy elsüllyedt hajóroncs ismert. A település közelében három rúnakövet is találtak. |                     |

| | Naumburgi dóm |
| Németország |               |
| Kulturális (I)(II) |               |
| Védett terület: 1,82 ha, puffer zóna: 56,98 ha, hivatkozás: 1470 |               |
| A Szent Péternek és Pálnak szentelt naumburgi dóm a Saale-menti Naumburg városában található egykori püspöki székesegyház. A ma látható épület, amely Szász-Anhalt egyik legjelentősebb késő románkori műemléke, jórészt a 13. század első feléből származik. A dóm híres nyugati kórusa a 13. század második felében épült, és a nyugati empóriummal valamint az alapítóknak a naumburgi mester műhelyéből kikerült szobraival a korai gótika legfontosabb építményei közé tartozik. A reformáció után 1541-ben iktatták be az első evangélikus naumburgi püspököt. 1564-ben Julius von Pflug püspök halála után a püspökséget megszüntették és a szász választófejedelemséghez csatolták, így a templom megszűnt püspöki széktemplom lenni, de továbbra is az evangélikus közösség templomaként működött. |               |

| | Ivrea |
| Olaszország |       |
| Kulturális (IV) |       |
| Védett terület: 71,18 ha, puffer zóna: 400,48 ha, hivatkozás: 1538 |       |
| Ivrea iparváros az ország északi részén Piemont régióban található. Amikor az írógép, számoló- és számítógépgyártó cég az Olivetti teszthelyszínnek és gyártóközpontnak kezdte használni ipari negyede gyors fejlődésnek indult. Az ipartelep fő részei a nagyméretű gyárépület, a hozzá tartozó melléképületek amelyekben az adminisztrációs és szociális feladatokat látták el, ezen kívül lakóépületek tartoznak hozzá. Az épületegyüttest az ország vezető várostervezői és építészei tervezték, az 1930-as és az 1960-as évek között valósították meg. A telep építészeti jellegzetességeiben a kommunista mozgalom építészeti formái figyelhetők meg. Ivrea ipari telepe az ipari termelés és az építészet közötti kölcsönhatást jeleníti meg. |       |

| | Kalhát ókori városa |
| Omán |                     |
| Kulturális (II)(III) |                     |
| Védett terület:75,82 ha, puffer zóna: 170,09 ha, hivatkozás: 1537 |                     |
| Az Ománi Szultanátus keleti partján található helyszín Kalhát történelmi városrészéből, az ezt övező külső és belső városfalakból, valamint a falakon kívül kialakított nekropoliszokból áll. A falak egy 35 hektáros területet fognak közre. A város a 11. és a 15. század között a Hormuzi hercegek uralma alatt az arábiai térség keleti partvidékének legfontosabb kikötőjévé fejlődött. A történelmi városrész egyedülálló régészeti leletei alapján rekonstruálható a kereskedelmi hálózat ami Arábia keleti partja valamint Afrika, India, Kína és Délkelet-Ázsia között épült ki. A legfontosabb árucikkei a datolya, az arab telivérek, a fűszerek és az igazgyöngy voltak. Portugál támadásokat követően a települést elhagyták lakosai, jelenleg régészeti helyszín. Épületeinek maradványai egy kozmopolita középkori városra utalnak, egyes részei egykorú történetírók munkáiban is azonosíthatók. |                     |

| | Medina Azahara |
| Spanyolország |                |
| Kulturális (III)(IV) |                |
| Védett terület: 111 ha, puffer zóna: 2 186 ha, hivatkozás: 1560 |                |
| Medina Azahara egy régészeti helyszín, ahol az Omajjád dinasztia nyugati ága által a 10. században épített város romjai találhatók. Itt volt a Córdobai Kalifátus székhelye, azonban alig néhány év után 1009-10-ben súlyos károkat szenvedett egy polgárháborúban ami a kalifátus végét jelentette. A település ezután feledésbe merült, maradványait csak a 20. század elején fedezték fel újra. Az évszázadok során így nem építették át és pontos képet adhat az omajjád építészet jellegzetességeiről és tágabb értelemben Al-Andaluz nyugati iszlám civilizációjáról. A teljes romváros a világörökségi helyszínhez tartozik, puffer zónájában megtalálhatóak a belőle kiinduló utak, és öntözőcsatornák, valamint a kőbányák ahonnan az építőanyagot kitermelték. A területet a romváros felfedezése óta csak legelőnek használták, ez elősegítette, hogy a maradványok ne sérüljenek. Eddig a lelőhely körülbelül 10 százalékát tárták fel. |                |

| | Al-Ahsza oázis |
| Szaúd-Arábia |                |
| Kulturális (III)(IV)(V) |                |
| Védett terület: 8544 ha, puffer zóna: 21 556 ha, hivatkozás: 1563 |                |
| Az Arab-félsziget keleti részén fekvő Al-Ahsza oázis a világ legnagyobb oázisa. Területén körülbelül 2,5 millió datolyapálma él. A világörökségi helyszín sok elemből áll, kertek, csatornák, források, kutak, tartoznak hozzá, ezen kívül építészeti emlékek is, köztük történelmi épületek és régészeti helyszínek. Ezek együttese bizonyíték az emberi jelenlétre az Öböl térségében a neolitikumtól napjainkig. Az építészeti öröksége történelmi erődök maradványaiból, mecsetekből, kutakból, csatornákból, és más vízgazdálkodási elemekből tevődik össze. Az Al-Ahsza oázis egy egyedülálló kultúrtáj, ezzel egy időben az emberi aktivitás és a természeti környezet egymás melletti harmonikus létezésének egy példája. |                |

| | Göbekli Tepe |
| Törökország |              |
| Kulturális (I)(II)(IV) |              |
| Védett terület: 126 ha, puffer zóna: 461 ha, hivatkozás: 1572 |              |
| Göbekli Tepe régészeti helyszíne Törökország délkeleti részén fekszik. Itt tárták fel a jelenleg ismert legkorábbi templom maradványait. A lelőhely megközelítőleg 800 méteres tengerszint feletti magasságban fekszik és egy 300 x 300 méteres területet foglal el, ahonnan számos, a neolitikum idejéből származó lelet került elő. A helyszínt 1963-ban fedezték fel, de egészen 1994-ig nem ismerték fel jelentőségét. Az ásatások jelenleg is folynak a Német Régészeti Intézet közreműködésével. Az körülbelül i. e. 10000-re datálható hely nem lakóterület, hanem egy kultuszközpont volt, és egyben találkozóhely is. Körülbelül húsz ovális, vagy kerek 30 méteres átmérőt is elérő struktúrából áll, ebből eddig hatot tártak fel. A kerek struktúrák közepén szabadon álló 5 méteres mészkőoszlopok álltak, a falak mellé kisebb oszlopokat helyeztek el. Az oszlopokra absztrakt mintákat és állatfigurákat faragtak. A kultuszhelyet később építőik földdel töltötték fel és elhagyták. Ez a lelőhely bizonyítja, hogy építőik már 12000 évvel ezelőtt is fejlett, szervezett társadalomban éltek, ami előfeltétele egy ilyen volumenű építkezésnek. |              |

## Forrás
- UNESCO New Inscribed Properties (2018)